# Robert Tarjan
Robert Endre Tarjan (* 30. dubna 1948 Pomona, Kalifornie, USA) je americký informatik. Vytvořil několik významných grafových algoritmů, mezi něž patří především Tarjanův algoritmus hledání nejmenšího předka, a je spoluautorem splay stromu a Fibonacciho haldy.
Tarjan zahájil svá vysokoškolská studia na Kalifornském technologickém institutu, kde získal v roce 1969 bakalářský diplom v oboru matematika. Ve studiích pokračoval na Stanfordově univerzitě, kde nejprve v roce 1971 dokončil magisterské studium v oblasti informatiky a v následujícím roce zde získal titul Ph.D. ve stejné oblasti. Na Stanfordově univerzitě studoval u předních expertů v oblasti informatiky, Roberta Floyda a Donalda Knutha.
Tarjan obdržel v roce 1986 Turingovu cenu společně s Johnem Hopcroftem za významný přínos v oblasti návrhu a analýzy algoritmů a datových struktur. V roce 1994 se stal držitelem ocenění ACM Fellow za přínos ve stejné oblasti.
Nyní působí jako profesor Princetonské univerzity a také pracuje pro společnost Hewlett-Packard.